# Zdeněk Nehoda
Zdeněk Nehoda, född 9 maj 1952 i Hulín, är en tjeckisk fotbollsspelare. Han spelade för Tjeckoslovakien, han spelade 90 matcher och gjorde 31 mål.
Han deltog i Världsmästerskapet i fotboll, 1982.
Han är för närvarande en agent, som för en hel del tjeckiska och utländska spelare.

## Utmärkelser
- Czechoslovak First League, vinnare 1977, -79 och -82.
- Czechoslovak Cup, vinnare 1970, -81 och -83.
- Europamästerskapet i fotboll 1976, vinnare 1976.
- Czechoslovak Footballer of the Year, vinnare 1978 och -79.